# Yoduro de plomo(II)

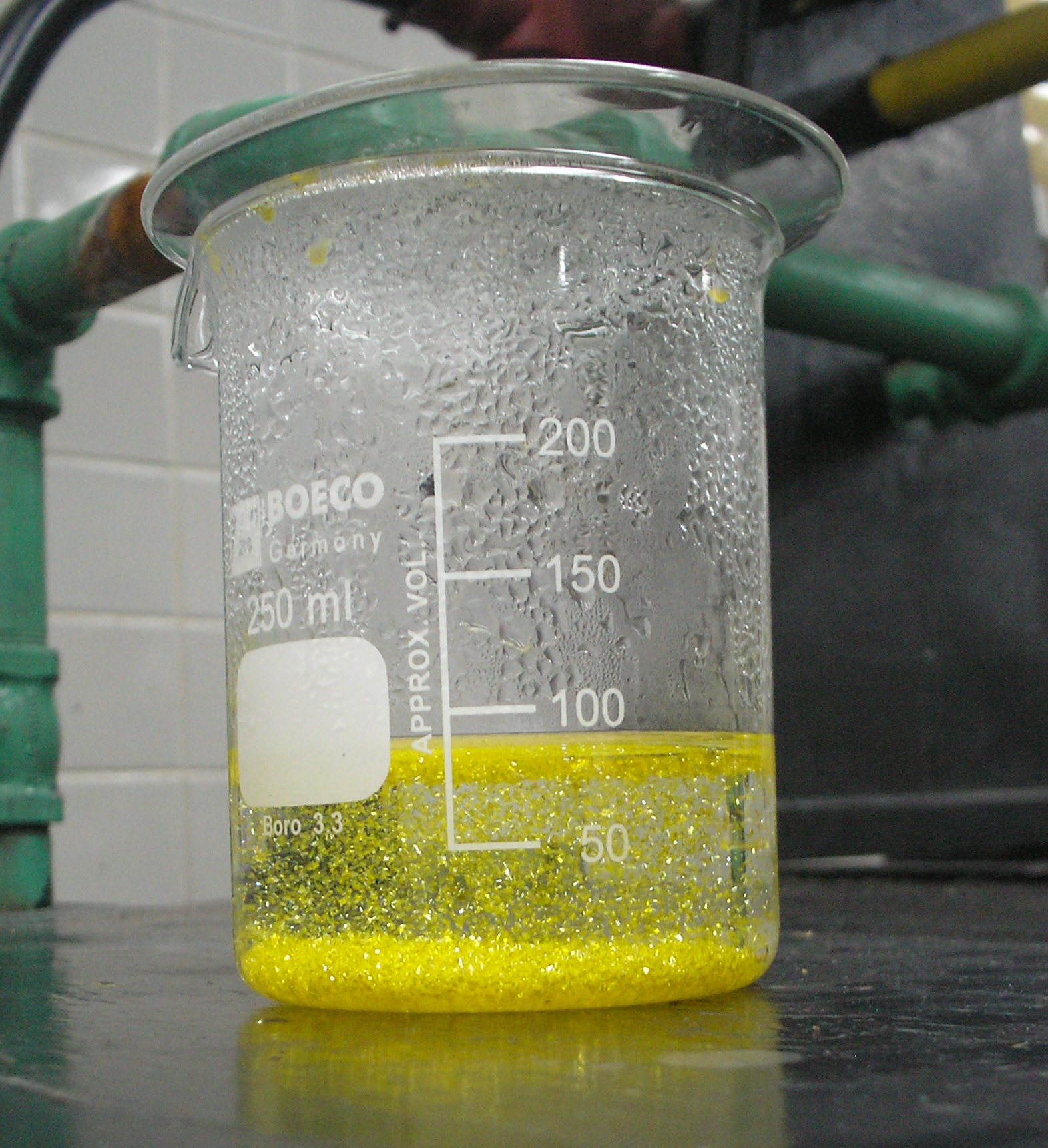
Cristalización del yoduro de plomo(II).

El Yoduro del plomo(II) (PbI2) es un compuesto químico.

## Propiedades
Cristales o polvo amarillo dorado; inodoro, soluble en yoduro de potasio y soluciones de acetato de sodio concentradas; insoluble en agua y alcohol; peso específico 6,16; punto de fusión 402 °C. punto de ebullición 954 °C
No es combustible.

## Preparación
Se puede obtener por interacción de acetato de plomo y yoduro de potasio, o por interacción de nitrato de plomo(II) y yoduro de potasio. En la segunda reacción (todos los reactivos en estado acuoso), el yoduro de plomo(II) sólido precipita en forma de cristales amarillos brillantes tras calentar la solución; dejando llegar luego a temperatura ambiente.
- Pb(CH3CO)2  + 2 KI → PbI2 + 2 KCH3COO
- Pb(NO3)2  + 2 KI → PbI2 + 2 KNO3 (aq)

Peligros:
- Puede afectar por inhalación o ingestión.
- Puede causar dolor de cabeza, irritabilidad, reducción de la memoria y trastorno del sueño.
- La exposición repetida puede causar intoxicación por plomo.
- Puede causar daños al hígado, cerebro y los glóbulos sanguíneos.

En el siglo XIX fue utilizado por los artistas como pigmento bajo el nombre de Amarillo del yodo, sin embargo era demasiado inestable para ser útil.